# It Came from the Desert (Computerspiel)
It Came from the Desert ist ein 1989 erschienenes Action-Adventure von Cinemaware. Es erschien ursprünglich für Amiga und wurde später auf DOS, PC Engine portiert. Portierungen für Atari ST und Sega Mega Drive wurden angekündigt, aber nie veröffentlicht.

## Handlung
In der Nähe der amerikanischen Kleinstadt Lizard Breath schlägt ein radioaktiv verstrahlter Meteor ein, der Ameisen in meterlange Ungeheuer verwandelt. Der Spieler ist Geologe Dr. Greg Bradley aus San Francisco und beginnt mit seinen Untersuchungen.

## Spielprinzip
Auf einer großen Übersichtskarte können verschiedene Schauplätze angewählt werden. Jeder Ort offenbart verschiedenen Handlungsmöglichkeiten in einem Eingabefenster, die im Multiple-Choice-Verfahren ausgewählt werden. Der Adventure-Teil wird durch Action-Sequenzen unterbrochen, bei denen mit einem Revolver Riesenameisen erschossen werden müssen, ein Rennen bestritten wird oder mit einem Flugzeug eine Platzrunde über das von den Insekten vereinnahmte Gebiet gedreht werden kann. Es gilt Beweisstücke für die großen Ameisen zu finden und dem Bürgermeister vorzulegen, so dass Polizei und Nationalgarde zur Verfügung stehen. Ziel ist es, den Ameisenhaufen zu finden und die Königin zu vernichten. Fehltritte werden nie mit dem Tod bestraft, sondern führen lediglich ins Krankenhaus und kosten Zeit. Wird die Stadt überrannt, ist das Spiel verloren.

## Rezeption
Die Action-Einlagen seien logisch in die Handlung verwoben. Die detailreichen Grafiken ruckeln manchmal leicht auf dem Amiga. Die Musik sei vielfältig. Es handele sich um ein perfektes audiovisuelles Erlebnis, das mit viel Witz und Einfallsreichtum Filme wie Tarantula oder Formicula parodiere. Die Geräuschkulisse sei vielfältig. Das Adventure sei strategisch und actionreich. Das Strategiespiel sei voller Atmosphäre, morbidem Charme und krudem Witz. Das Flair der B-Movies sei gut eingefangen. Die Konvertierung für den PC sei ein technisches Desaster.